# Korkać
Korkać (biał. Коркаць; ros. Коркать) – wieś na Białorusi, w obwodzie mohylewskim, w rejonie mohylewskim, w sielsowiecie Siemukaczy.